# Senaat van Wisconsin

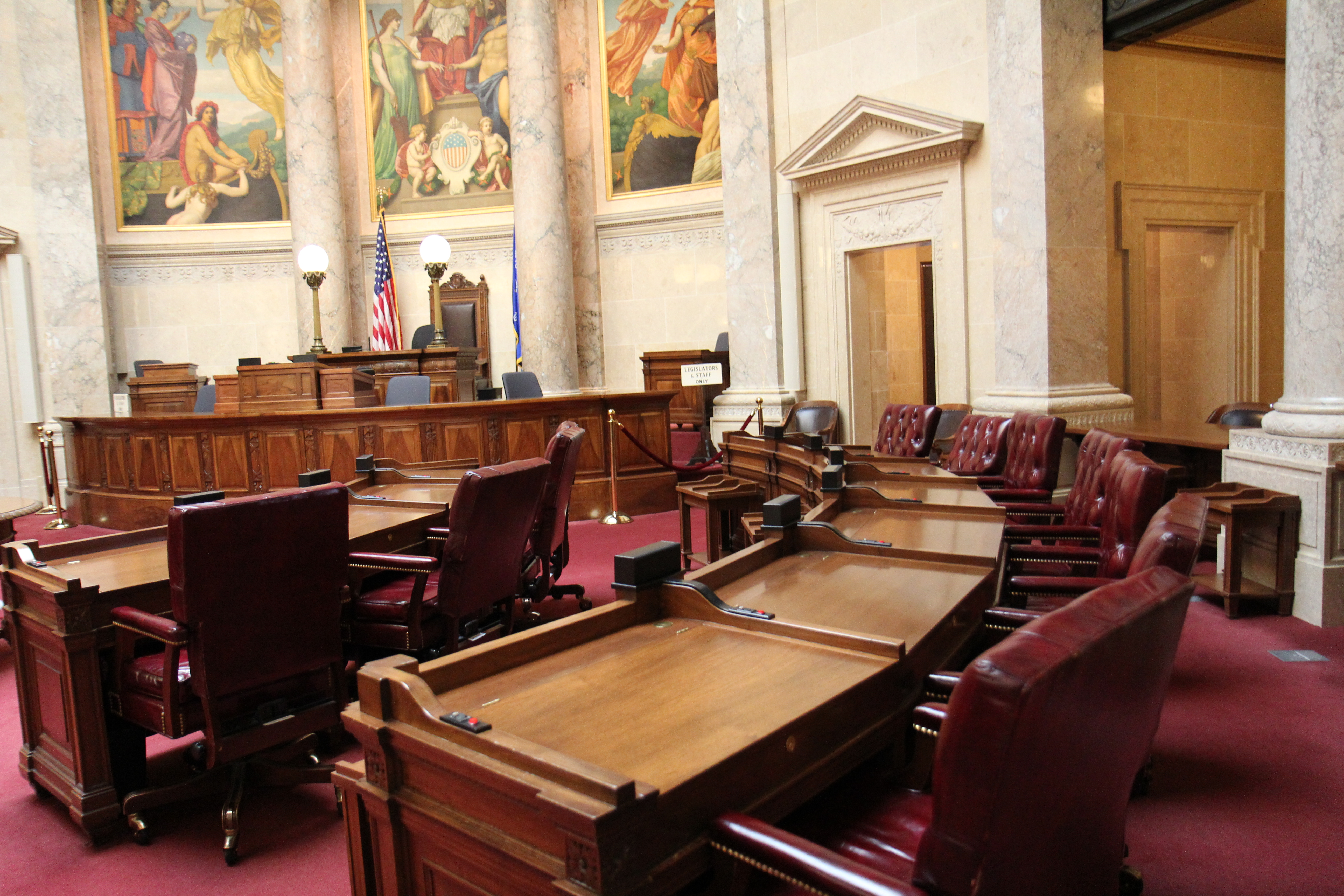
Zaal van de senaat

De Senaat van Wisconsin (Engels: Wisconsin State Senate) is het hogerhuis van de Wisconsin Legislature, de wetgevende macht van de Amerikaanse staat Wisconsin. De Senaat van Wisconsin heeft 33 senatoren die verkozen worden vanuit verschillende kiesdistricten in de staat. Elke senator heeft een termijn van vier jaar.

## Huidige samenstelling
| Partij        | Partij               | Zetels |
| ------------- | -------------------- | ------ |
|               | Republikeinse Partij | 21     |
|               | Democratische Partij | 12     |
|               | Vacant               | 0      |
| Aantal zetels | Aantal zetels        | 33     |
| Meerderheid   | Meerderheid          | 17     |